# Коротково (Шекснинский район)
Коротково — деревня в Шекснинском районе Вологодской области.
Входит в состав сельского поселения Чёбсарское, с точки зрения административно-территориального деления — в Чёбсарский сельсовет.
Расстояние по автодороге до районного центра Шексны — 22 км, до центра муниципального образования Чёбсары — 6 км. Ближайшие населённые пункты — Чурилово, Селино, Герасимово, Горка, Павшино.
По переписи 2002 года население — 2 человека.